# Baía de Hara

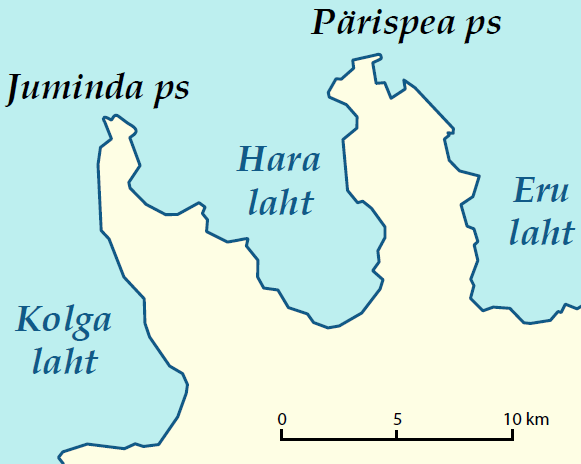
A Baía de Hara está localizada entre Juminda e a Península Pärispea

A Baía de Hara (em estoniano:  Hara laht) é uma baía no condado de Harju, na Estónia. A baía está localizada entre Juminda e Península Pärispea. A área da baía é de 9.859 hectares.
Uma parte da Baía de Hara está sob protecção (Parque Nacional Lahemaa).
Dois rios desaguam na baía: o rio Valgejõgi e o riacho Lohja.